# Mesocallis obtusirostris
Mesocallis obtusirostris är en insektsart. Mesocallis obtusirostris ingår i släktet Mesocallis och familjen långrörsbladlöss. Inga underarter finns listade i Catalogue of Life.